# Élections générales britanno-colombiennes de 2013
Les élections générales britanno-colombiennes de 2013 ont lieu le 14 mai 2013 afin d'élire les 85 députés de la 40e législature de l'Assemblée législative de la Colombie-Britannique. 
Le Parti libéral forme le gouvernement depuis 2001. Il est conduit par Christy Clark, première ministre depuis 2011 mais, durant la campagne, les sondages le placent plusieurs points derrière le Nouveau Parti démocratique d'Adrian Dix. 
Toutefois, le soir du scrutin et à la surprise générale, les libéraux réussissent à remporter un quatrième mandat majoritaire consécutif. Christie Clark est battue dans sa circonscription mais est élue par la suite lors d'élection partielle à Westside-Kelowna. 
Le Parti vert remporte son premier siège lors de ces élections.

## Chronologie
- Juin 2009 : Wilf Hanni (en) démissionne comme chef du Parti conservateur.
- Février 2011 : Christy Clark remplace Gordon Campbell en tant que chef libéral et premier ministre.
- Avril 2011: Adrian Dix (en) remplace Carole James en tant que chef du NPD, et chef de l'opposition.
- 28 mai 2011 : John Martin Cummins devient chef du Parti conservateur.

## Résultats
| Parti | Parti                                 | Chef                | # de candidats | Sièges | Sièges | Sièges | Sièges  | Voix      | Voix    | Voix  |
| Parti | Parti                                 | Chef                | # de candidats | 2009   | Diss.  | Élus   | % Diff. | #         | %       | Diff. |
| ----- | ------------------------------------- | ------------------- | -------------- | ------ | ------ | ------ | ------- | --------- | ------- | ----- |
|       | Libéral                               | Christy Clark       | 85             | 49     | 45     | 49     | +8,89   | 794 946   | 44,14 % |       |
|       | NPD                                   | Adrian Dix (en)     | 85             | 35     | 36     | 34     | -5,56   | 715 999   | 39,71 % |       |
|       | Vert                                  | Jane Sterk          | 61             | -      | -      | 1      | *       | 146 607   | 8,13 %  |       |
|       | Indépendant                           | Indépendant         | 35             | 1      | 4      | 1      | -75,0   | 42 565    | 2,36 %  |       |
|       | Conservateur                          | John Cummins        | 56             | -      | -      | -      | -       | 85 783    | 4,76 %  |       |
|       | Non-affiliated                        | Non-affiliated      | 11             | -      | -      | -      | -       | 6 751     | 0,37 %  |       |
|       | Libertarien (en)                      | Vacant              | 8              | -      | -      | -      | -       | 2 049     | 0,11 %  |       |
|       | First                                 | Salvatore Vetro     | 2              | *      | -      | -      | -       | 1 271     | 0,07 %  | *     |
|       | Excalibur (en)                        | Michael Halliday    | 6              | *      | -      | -      | -       | 995       | 0,06 %  | *     |
|       | Vision (en)                           | Jagmohan Bhandari   | 4              | -      | -      | -      | -       | 878       | 0,05 %  | *     |
|       | Héritage de christian (en)            | Wilf Hanni (en)     | 2              | *      | -      | -      | -       | 828       | 0,05 %  | *     |
|       | Marijuana (en)                        | Marc Emery          | 2              | *      | -      | -      | -       | 828       | 0,05 %  | *     |
|       | Votre parti politique (en)            | James Filippelli    | 2              | -      | -      | -      | -       | 528       | 0,03 %  | +0,01 |
|       | Parti de la Colombie-Britannique (en) | Vacant              | 3              | *      | -      | -      | _       | 445       | 0,02 %  | *     |
|       | Communiste                            | Sam Hammond         | 4              | -      | -      | -      | -       | 338       | 0,02 %  | *     |
|       | Crédit social                         | Vacant              | 1              | *      | -      | -      | -       | 384       | 0,02 %  | *     |
|       | Helping Hand (en)                     | Alan Saldanha       | 1              | *      | -      | -      | -       | 282       | 0,02 %  | *     |
|       | Unparty (en)                          | Michael Donovan     | 2              | *      | -      | -      | -       | 248       | 0,01 %  |       |
|       | Work Less (en)                        | Conrad Schmidt (en) | 2              | -      | -      | -      | -       | 145       | 0,01 %  |       |
|       | Advocational                          | Michael Yawney      | 2              | *      | -      | -      | -       | 248       | 0,01 %  |       |
|       | Platinum (en)                         | Espavo Sozo         | 2              | *      | -      | -      | -       | 56        | 0,00 %  | *     |
|       | Vacant                                | Vacant              | Vacant         | Vacant | 0      |        |         |           |         |       |
| Total | Total                                 | Total               | 376            | 85     | 85     | 85     | -       | 1 803 051 | 100     |       |

## Députés qui ne se représentent pas
Liste des députés ayant annoncé qu'ils ne se représenteraient pas pour la 40e législature de la Colombie-Britannique
| Libéral - George Abbott (en), Shuswap - Bill Barisoff, Penticton - Pat Bell, Prince-George-Mackenzie - Harry Bloy, Burnaby-Lougheed - Ron Cantelon, Parksville-Qualicum - Murray Coell, Saanich North and the Islands - Kevin Falcon, Surrey-Cloverdale - Colin Hansen, Vancouver-Quilchena - Randy Hawes, Abbotsford-Mission - Dave Hayer, Surrey-Tynehead - Kash Heed, Vancouver-Fraserview - Rob Howard, Richmond Centre - Kevin Krueger, Kamloops-South Thompson - Blair Lekstrom, Peace River South - John Les, Chilliwack - Joan McIntyre, West Vancouver-Sea to Sky - Mary McNeil, Vancouver-False Creek Néo-démocrates - Dawn Black, New Westminster - Gary Coons, North-Coast - Guy Gentner, Delta-Nord - Michael Sather, Maple Ridge-Pitt Meadows - Diane Thorne, Coquitlam-Maillardville Indépendants - John Slater, Boundary-Similkameen |

## Sondages
| Compagnie                                      | Date                | Lien | Libéraux | Néo-Démocrate | Vert | Conservateur |      |
| ---------------------------------------------- | ------------------- | ---- | -------- | ------------- | ---- | ------------ | ---- |
| Angus Reid Public Opinion                      | 16-17 mars 2011     | PDF  | 43       | 38            | 10   | 5            | 4    |
| Angus Reid Public Opinion                      | 20-21 décembre 2010 | PDF  | 38       | 38            | 12   | 7            | 5    |
| Angus Reid Public Opinion                      | 7-8 décembre 2010   | PDF  | 36       | 36            | 14   | 6            | 8    |
| Mustel Group                                   | 4-15 novembre 2010  | PDF  | 37       | 42            | 10   | 9            | 3    |
| Angus Reid Public Opinion                      | 13-14 octobre 2010  | HTML | 24       | 49            | 13   | 8            | 6    |
| Mustel Group                                   | 7 septembre 2010    | PDF  | 33       | 42            | 12   | 11           | 2    |
| Angus Reid Public Opinion                      | 28 juillet 2010     | PDF  | 27       | 48            | 13   | 6            | 6    |
| Angus Reid Public Opinion                      | 8 juillet 2010      | PDF  | 23       | 46            | 14   | 8            | 9    |
| Angus Reid Public Opinion                      | 6 juin 2010         | PDF  | 26       | 46            | 14   | 8            | 6    |
| Mustel Group                                   | 16 mai 2010         | PDF  | 32       | 44            | 13   | 7            | 3    |
| Angus Reid Public Opinion                      | 14 avril 2010       | PDF  | 29       | 47            | 15   | 5            | 4    |
| Angus Reid Public Opinion                      | 19 mars 2010        | PDF  | 35       | 43            | 13   | 6            | 3    |
| Robins Sce Research                            | 2 mars 2010         | HTML | 30.5     | 43            | 8.5  | 10           | 3.5  |
| Innovation Research                            | Novembre 2009       | PHP  | 29       | 33            | 14   | 18           | 6    |
| Mustel Group                                   | 20 novembre 2009    | PDF  | 35       | 43            | 15   | 5            | 2    |
| Angus Reid Strategies                          | 20 novembre 2009    | HTML | 33       | 47            | 10   | 7            | 3    |
| Angus Reid Strategies                          | Septembre 2009      | HTML | 31       | 45            | 11   | 7            | 6    |
| Angus Reid Strategies                          | 11 août 2009        | HTML | 34       | 42            | 12   | 7            | 5    |
| Élection générale britanno-colombienne de 2009 | 12 mai 2009         |      | 45.83    | 42.14         | 8.2  | 2.1          | 1.28 |

## Source
- (en) Cet article est partiellement ou en totalité issu de l’article de Wikipédia en anglais intitulé « 40th British Columbia general election » (voir la liste des auteurs).